# Hôtel Salé
Hôtel Salé je městský palác v Paříži, ve kterém od roku 1985 sídlí Picassovo muzeum. Nachází se ve čtvrti Marais ve 3. obvodu v ulici Rue de Thorigny. Palác byl postaven v letech 1656–1659 a od roku 1968 je chráněn jako historická památka.

## Historie
Hôtel Salé postavil v letech 1656–1659 architekt Jean Boullier pro hraběte Pierra Auberta de Fontenay a jeho manželku Marii Chastelain, kteří získali parcelu od kláštera Hospitalières-Saint-Gervais. Název Salé znamená slaný a je odvozen od faktu, že Pierre Aubert de Fontenay byl královský výběrčí daně ze soli. Palác v letech 1668–1688 využíval velvyslanec Benátské republiky François de Neufville, který nechal vyzdobit interiéry. Budova měnila majitele, v roce 1728 ji získal v aukci Nicolas Le Camus, první předseda královského finančního soudu Cour des aides a v roce 1756 ji koupil Philibert Thiroux de Chammeville. Po jeho smrti v roce 1771 dům zdědil Jacques Gabriel Louis Leclerc markýz de Juigé, který byl vyslancem u carevny Kateřina II. Veliká|Kateřiny II., a který zde nebydlel, ale dům pronajal markýzovi de Luzerne, bývalému ministrovi námořnictví. Za Velké francouzské revoluce majitel i nájemník emigrovali a z paláce bylo vytvořeno skladiště knih ze zrušených klášterů v Marais. Posléze byl palác prodán několika osobám až v roce 1798 jej koupil Roussille Morainville. Palác poté sloužil jako sídlo různých institucí, v letech 1829–1884 zde byla Škola umění a manufaktur (École centrale des Arts et Manufactures). Poté zde byl výstavní prostor umělce Henriho Viana (dědeček Borise Viana). V roce 1916 zemřela Marie-Lucie Roussille, poslední majitelka veškerého rodinného majetku a ta odkázala Hotel Salé svému synovci Gabrielu Lamourouxovi. Ten po odchodu Viana do Gironde pronajal palác městu Paříži pro Školu řemeslného umění (École des Métiers d'Arts). Gabriel Lamouroux zemřel v roce 1962 a v roce 1964 palác získalo do svého majetku město Paříž, které zde chtělo zřídit muzeum kostýmů. Z tohoto projektu nakonec sešlo a nedlouho po smrti malíře Picassa město postoupilo palác francouzskému státu, který zde v roce 1985 otevřel Picassovo muzeum.

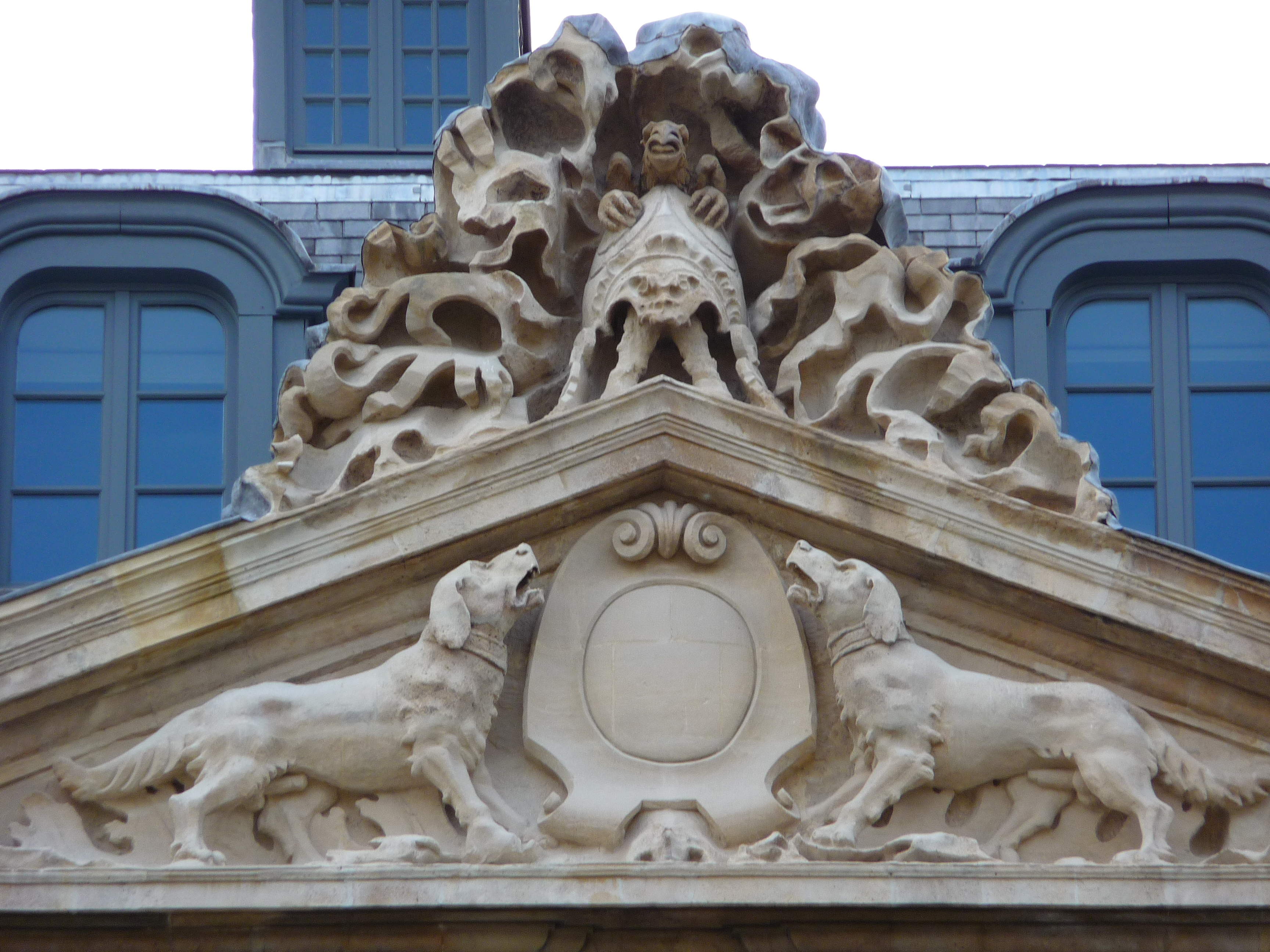
Detail frontonu na straně do zahrady

## Architektura
Portikus vede na nádvoří, které je zprava ohraničené nižším křídlem zakončeným plochou střechou s kamennou balustrádou. Levá strana dvora je ohraničena zdí ve tvaru nepravého křídla. Průchod pravým křídlem umožňuje přístup na malé nádvoří, kde bývaly stáje a kuchyně, a odkud vede přímý vstup do ulice Rue des Coutures-Saint-Gervais. Hlavní fasáda na nádvoří je zdobena dvěma frontony. Větší, ve kterém je erb rodiny Aubert (psí hlavy), se nachází pod střechou, druhý trojúhelníkovitý podpíraný pilastry nad prostředním oknem v prvním patře. Další fronton se nachází na fasádě vedoucí do zahrady. Z této strany vystupují na bocích rizality.